# Panipak Wongpattanakit
Panipak Wongpattanakit (født 8. august 1997) er en thailandsk taekwondoudøver.
Hun vandt guld ved verdensmesterskaberne i taekwondo 2015 og har tidligere vundet guld fra de asiatiske mesterskaber og ungdoms-OL.
Hun repræsenterede også Thailand ved sommer-OL 2020 og vandt en guldmedalje i kvindernes 49 kg-stævne.
Ved sommer-OL 2024 vandt hun guldmedalje igen i kvindernes taekwondo 49 kg-kategori, og blev den første thailandske atlet til at vinde to på hinanden følgende olympiske guldmedaljer og den første thailandske atlet, som vinder tre på hinanden følgende olympiske medaljer.